# Michał Dowbor
Michał Dowbor (ur. 1852, zm. 1939) – rosyjski generał-major, doktor weterynarii.

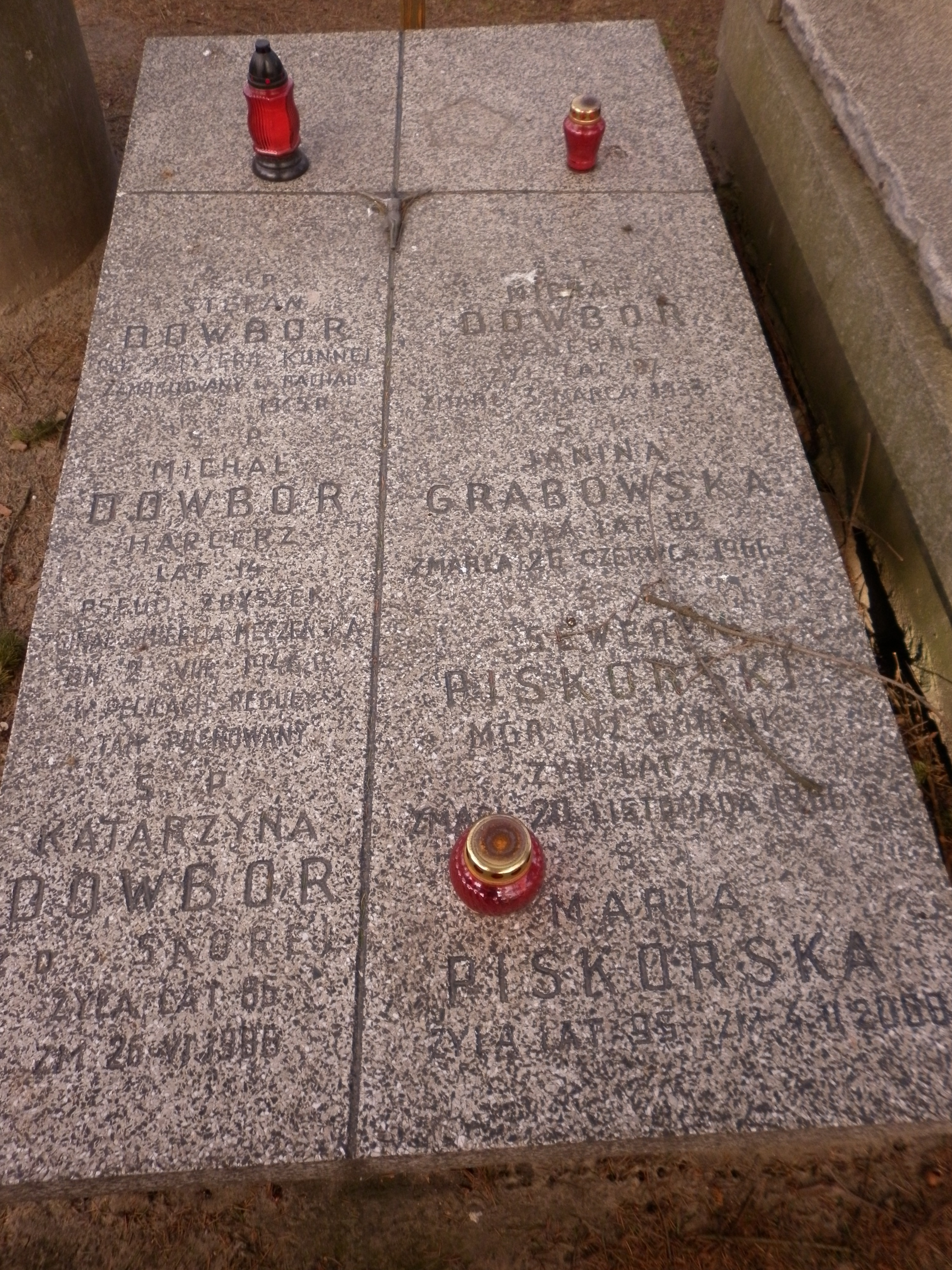
Grób Michała Dowbora

Studiował w Charkowie i Warszawie. Od 1876 oficer zawodowy. Uczestnik wojny rosyjsko-tureckiej 1877-1878. Pułkownik od 1907. Przez wiele lat służył w Warszawie. Był prezesem Towarzystwa Opieki nad Zwierzętami. Od 1910 lekarz w korpusie jazdy gwardii, radca stanu w Sankt Petersburgu. W czasie I wojny światowej szef służby weterynaryjnej frontu zachodniego. Po rewolucji październikowej osiadł w Warszawie na stałe. Od 1918 do 1919 szef centralnej administracji weterynaryjnej MSW, później został naczelnikiem Państwowego Urzędu Weterynarii. 
Pochowany na Cmentarzu Wojskowym na Powązkach w Warszawie (kwatera 21B-7-1).